# Gerry Healy
Gerry Healy, właśc. Thomas Gerard Healy (ur. 3 grudnia 1913 w Ballybane, zm. 14 grudnia 1989) – brytyjski polityk, trockista.

## Wczesna działalność
Urodzony w Irlandii, Healy z powodu trudnej sytuacji finansowej musiał już jako czternastolatek podjąć pracę jako radiowiec na statku handlowym. Również jako nastolatek przyłączył się do Komunistycznej Partii Wielkiej Brytanii, z której w 1937 r. odszedł do trockistowskiej grupy Militant. Poznał tam Jocka Hastona i Ralpha Lee, z którymi zakładał Robotniczą Ligę Międzynarodową. Konfliktowy charakter Healy'ego nie ułatwiał jednak pracy; kilkakrotnie porzucał on tę organizację, po czym do niej wracał. Przyczynił się do jej przekształcenia w Rewolucyjną Partię Komunistyczną i do wstąpienia do IV Międzynarodówki. Chociaż deklarował się jako jednoznaczny zwolennik samodzielnego działania trockistów, został przekonany przez liderów Międzynarodówki do wstąpienia do Partii Pracy, zakładając w niej grupę o nazwie Klub, liczącą zaledwie 40 osób. Wytrwał w niej jedynie kilka lat i został razem ze swoimi zwolennikami wyrzucony za zbytni radykalizm, co ostatecznie przekonało go o bezsensowności działania wewnątrz organizacji masowych.
W 1953 r. Healy poparł Jamesa Cannona przeciw Michelowi Pablo i wystąpił z Międzynarodówki, współorganizując Międzynarodowy Komitet IV Międzynarodówki – alternatywny ośrodek ruchu trockistowskiego. Wzrosła również jego pozycja w Wielkiej Brytanii. Do jego grupy dołączyło 200 członków Komunistycznej Partii Wielkiej Brytanii, którzy stracili złudzenia co do ZSRR po XX zjeździe KPZR i referacie Chruszczowa, dalszy wzrost miał miejsce po stłumieniu powstania antyradzieckiego na Węgrzech. W 1958 r. Klub zaczął wydawać socjalistyczny tygodnik, zaś w 1959 r. zmienił nazwę na Socjalistyczną Ligę Pracy. Od 1973 r. organizacja nosiła nazwę Rewolucyjnej Partii Robotników (WRP).

## Rewolucyjna Partia Robotników
W 1974 r. miał miejsce rozłam w WRP, połowa jej członków odeszła wskutek kolejnego konfliktu Healy'ego z liderem robotników z przemysłu samochodowego z Cowley, Alanem Thornettem. Wielu członków nie mogło znieść reżimu wprowadzonego przez Healy'ego w organizacji; domagał się on ogromnej aktywności, poświęcenia maksymalnej ilości czasu organizacji oraz bezkompromisowości w stosunku do innych lewicowych grup, które nie popierały trockizmu. Równocześnie organizacja stawała się coraz bardziej izolowana od reszty ruchu pracowniczego, mimo niezłej pozycji wydawanej przez nią prasy, wspieranej notabene finansowo przez rząd Libii i – czego jednak Healy konsekwentnie się wypierał – Iraku. Ostateczną przyczyną rozpadu WRP stały się sensacyjne, acz nigdy dokładnie niesprawdzone, informacje o molestowaniu seksualnym kobiet należących do organizacji, przedstawione przez wieloletnią działaczkę Aileen Jennings. W 1985 partia rozpadła się na kilka rywalizujących ze sobą grupek, które przestały mieć jakąkolwiek polityczną wartość, zaś sam Healy został oficjalnie z niej wyrzucony. W ostatnich latach życia Healy utrzymywał, że stało się tak na skutek intryg zewnętrznych, przeprowadzanych przez konkurencyjne organizacje lewicowe. Z kolei on sam był przez nie oskarżany o świadome torpedowanie działalności trockistów innych nurtów oraz całkowicie błędną, sekciarską taktykę. Wiadomo, że działacz ten łatwo popadał w konflikty, zaś niezgadzające się z nim osoby oskarżał nie tylko o zdradę trockizmu, ale nawet o współpracę z CIA

## Ostatnie lata
Jeszcze w 1987 Healy założył Partię Marksistowską, która zdobyła jednak tylko śladowe poparcie. Zdołał jednak przekonać do powrotu do aktywizmu najbardziej znaną członkinię WRP, aktorkę Vanessę Redgrave. W czasie pieriestrojki zaangażował się w kampanię na rzecz przedstawiania alternatywy dla przemian w ZSRR. Zmarł w wieku 76 lat z przyczyn naturalnych.